# Joakim Wallner
Joakim Wallner (26 gennaio 1962) è un ex sciatore alpino svedese.

## Biografia
Slalomista puro originario di Filipstad, Wallner vinse la medaglia d'oro agli Europei juniores di Madonna di Campiglio 1980, mentre in Coppa del Mondo ottenne l'unico piazzamento di rilievo il 23 febbraio 1984 a Tärnaby (14º). Non prese parte a rassegne olimpiche né ottenne piazzamenti ai Campionati mondiali.

## Palmarès

### Europei juniores
- 1 medaglia[1]:
  - 1 oro (slalom speciale a Madonna di Campiglio 1980)

### Coppa del Mondo
- Miglior piazzamento in classifica generale: 94º nel 1983